# August Malmström

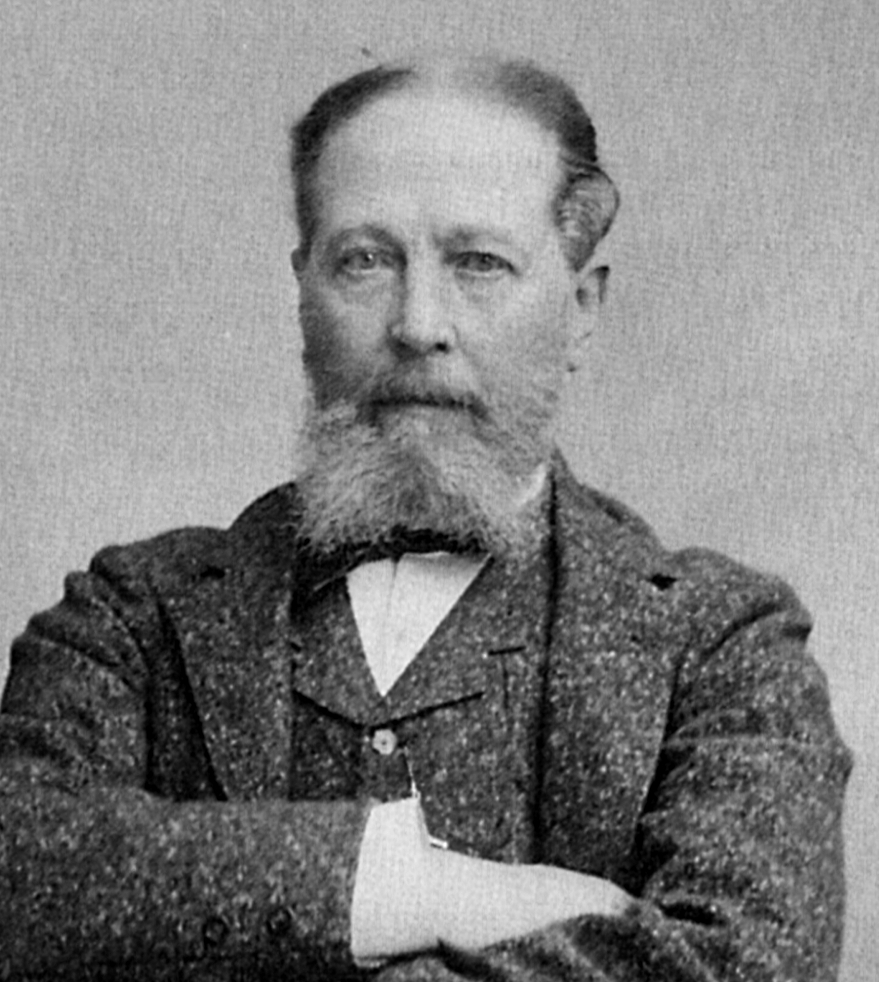
August Malmström, Foto

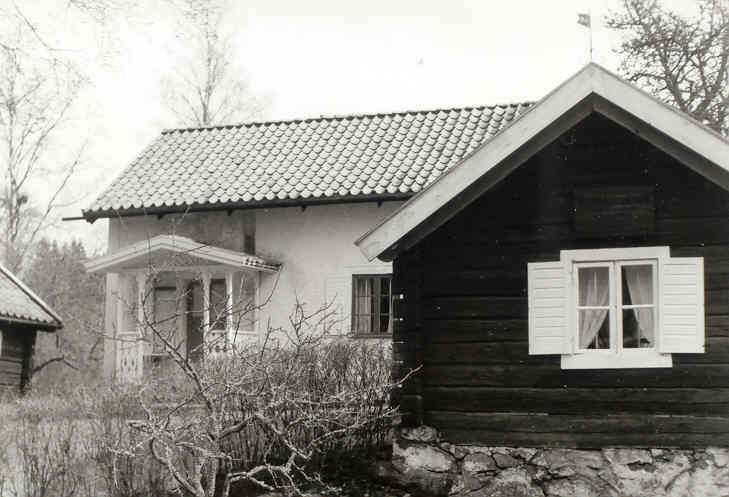
Das Geburtshaus von August Malmström ist heute ein Heimatmuseum.

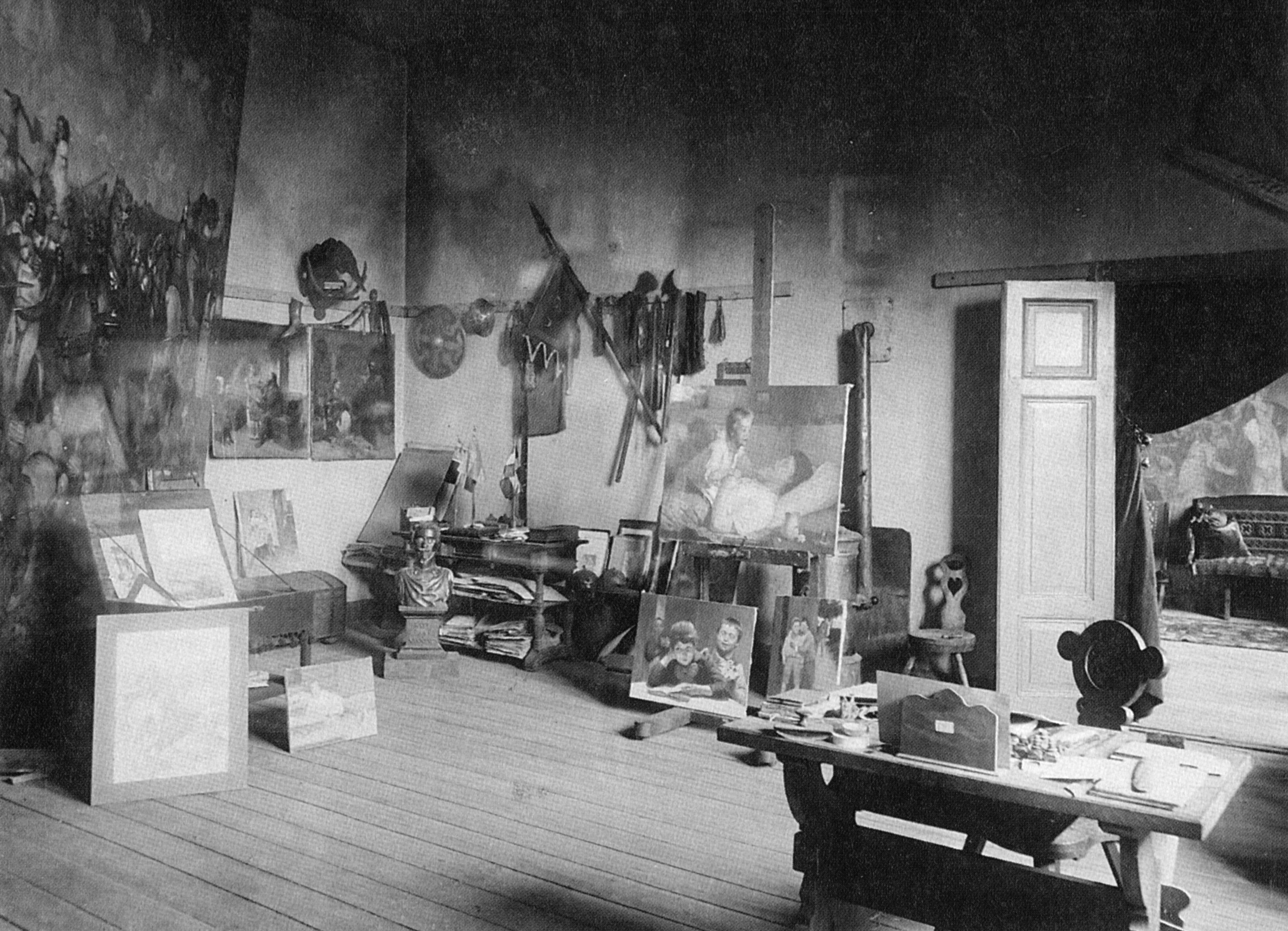
Atelier August Malmströms

Johan August Malmström (* 14. Oktober 1829 in der Gemeinde Motala in Östergötland; † 18. Oktober 1901 in Stockholm) war ein schwedischer Maler des Symbolismus und Professor an der Königlichen Kunsthochschule in Stockholm.

## Leben
Malmströms Geburtsort war der Hof Nubbekullen in der Kirchengemeinde Västra Ny, der heute ein Heimatmuseum beherbergt. Sowohl sein Vater als auch sein Großvater waren Tischler, und August half diesen anfänglich bei der Ausschmückung der nahegelegenen Kirchen. Erst mit 21 Jahren hatte er die Möglichkeit nach Stockholm zu reisen, wo er von 1849 bis 1856 Schüler an der Kunsthochschule war. 1856 zog er nach Düsseldorf und im Jahr darauf erhielt er für seine nach Schweden gesandten Bilder die Königliche Medaille und ein Reisestipendium. Er zog daraufhin nach Paris, doch schon 1858 kehrte er nach Düsseldorf zurück, um mit dem norwegischen Maler Hans Fredrik Gude das Bild Wikinger am Strand zu vollenden. Danach ging Malmström wieder nach Paris, wo er Schüler von Thomas Couture war, der mit seinem Malstil großen Einfluss auf Malmström ausübte. Von 1859 bis 1860 sowie 1863 unternahm Malmström Studienreisen nach Italien. 1864 kehrte Malmström nach Stockholm zurück, wo er Mitglied der Kunstakademie wurde und 1867 eine Professur an dieser Einrichtung übernahm.
Neben seinen Gemälden widmete sich Malmström im verstärkten Maße Illustrationen. So schuf er 1868 Zeichnungen zu Esaias Tegnérs Fritjofs saga und 1888 vierzehn Ölgemälde für eine Neuauflage der Dichtung. 1880 erschien Sagan om Ragnar Lodbrok och hans söner von Peter August Gödecke, mit Illustrationen von Malmström. Auch Fähnrich Stahl von Johan Ludvig Runeberg wurden von Malmström illustriert. Bei Malmströms Tod lagen 19 Ölgemälde und viele Zeichnungen zu Njåls saga vor. Weiterhin schuf Malmström Zeichnungen für die Zeitung Ny Illustrerad Tidning und beispielsweise zu Büchern von Peter Christen Asbjørnsen und Zacharias Topelius.
Von 1887 bis 1893 war Malmström Direktor für die Lehreinrichtung der Kunstakademie. 1894 legte er seine Professorenstelle nieder. Er war Mitglied des leitenden Ausschusses der schwedischen Gesellschaft für Vorgeschichte (Fornminnesförening) seit der Gründung der Einrichtung 1869.

## Werke (Auswahl)
- Kung Heimer och Aslög, 1857
- Ingeborg mottager underrättelsen om Hjalmars död, 1859
- Blenda uppmanar Värendskvinnorna till strid
- Bråvalla slag
- Älvalek, 1866
- Kung Sverres tåg till Norge, 1866
- Sista paret ut
- Skvallerbyttan
- Grindslanten, 1885
- En anatomilektion (Professor Curman und dessen Schüler), 1894

Kung Heimer och Aslög, 1856
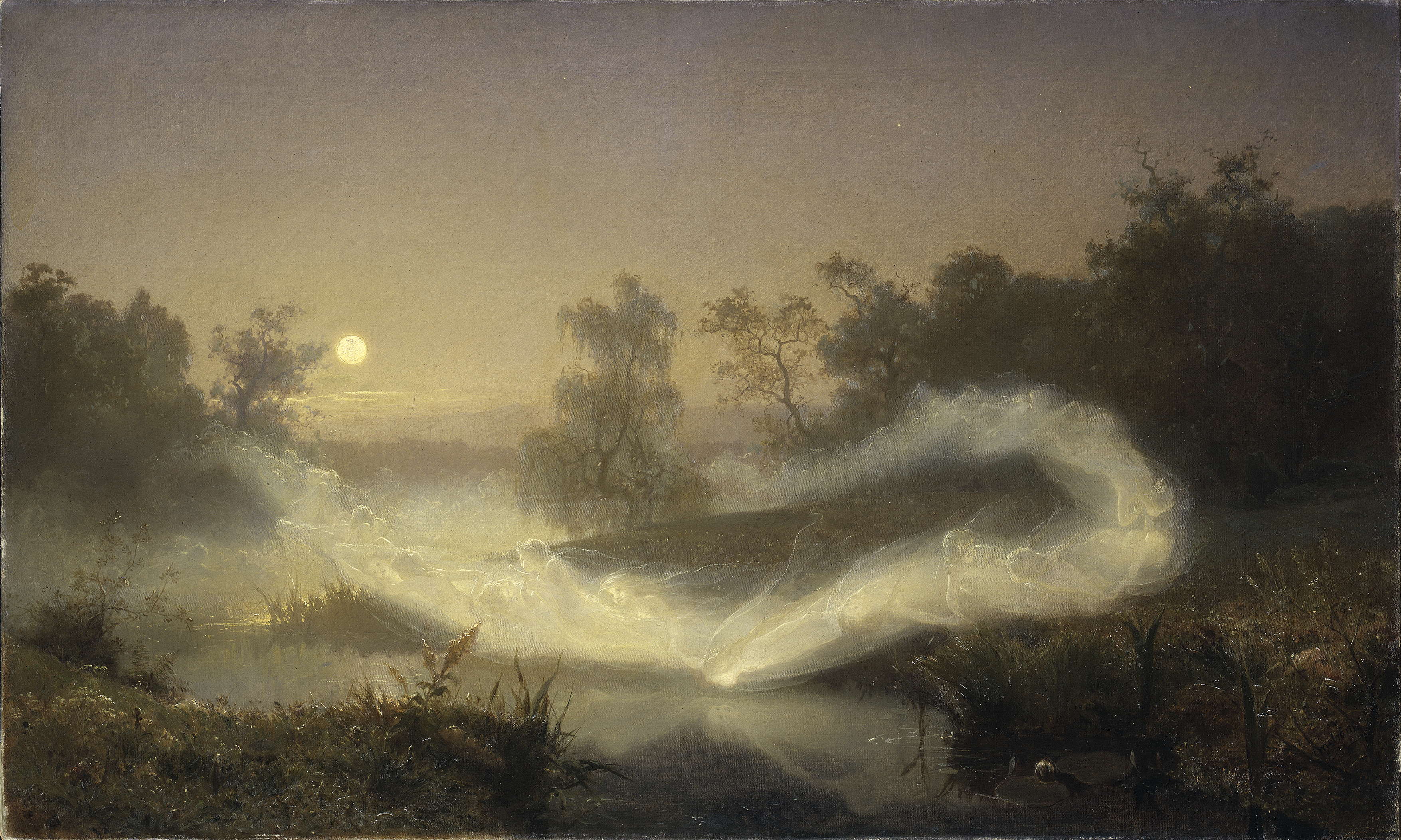
Älvalek, 1866
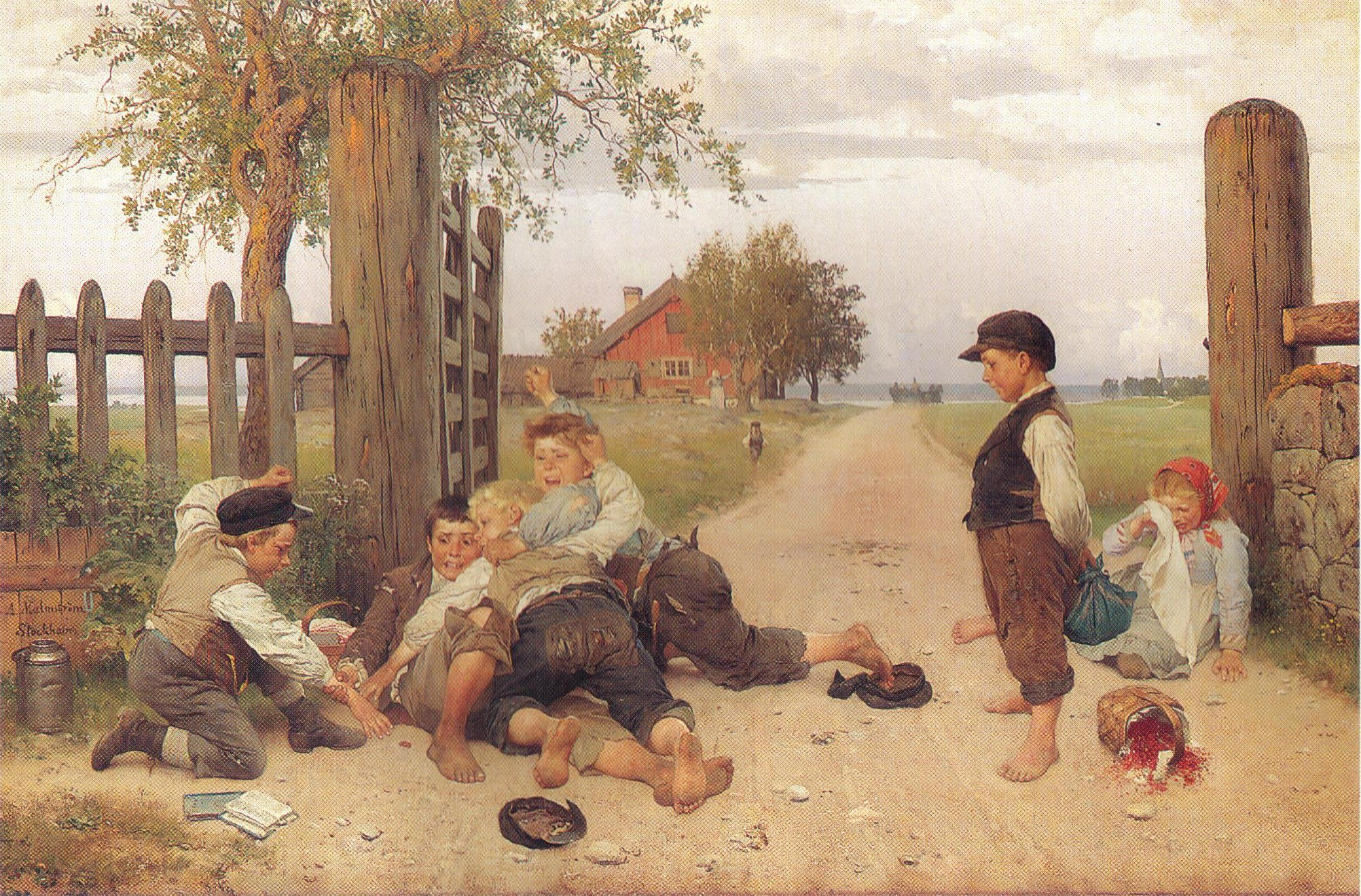
Grindslanten, 1885